# Цунэто Норитака
Цунэто Норитака (яп. 恒藤規隆; 11 февраля 1857 — 6 декабря 1938) — японский агроном, геолог и предприниматель, активно занимавшийся разведкой и разработкой фосфатных месторождений на островах Тихого океана. Один из основоположников японского почвоведения.
Входил в совет Японского общества почвоведения и питания растений с момента его основания, был постоянным членом Сельскохозяйственной ассоциации Японии, с 1934 года — заместителем её председателя.

## Биография

### Ранние годы
Цунэто Норитака родился 11 февраля 1857 года в Накацу. В 1873—1877 годы учился в Осаке и овладел английским языком. В 1878—1880 годы был студентом в государственной сельскохозяйственной школе Комаба в Токио, где западные специалисты делились последними достижениями в области агрохимии.

### Начало научной деятельности
Окончив учёбу, в августе 1880 года стал сотрудником сельскохозяйственного департамента Министерства внутренних дел, который затем вошёл в состав учреждённого в апреле 1881 года Министерства сельского хозяйства и торговли. Цунэто занимался исследованием почв в провинциях Сагами и Мусаси. В 1882 году он открыл в уезде Тама сельскохозяйственную станцию. Исследования Цунэто подтвердили оценки западных учёных, указывавших на необходимость использования в Японии минеральных удобрений.

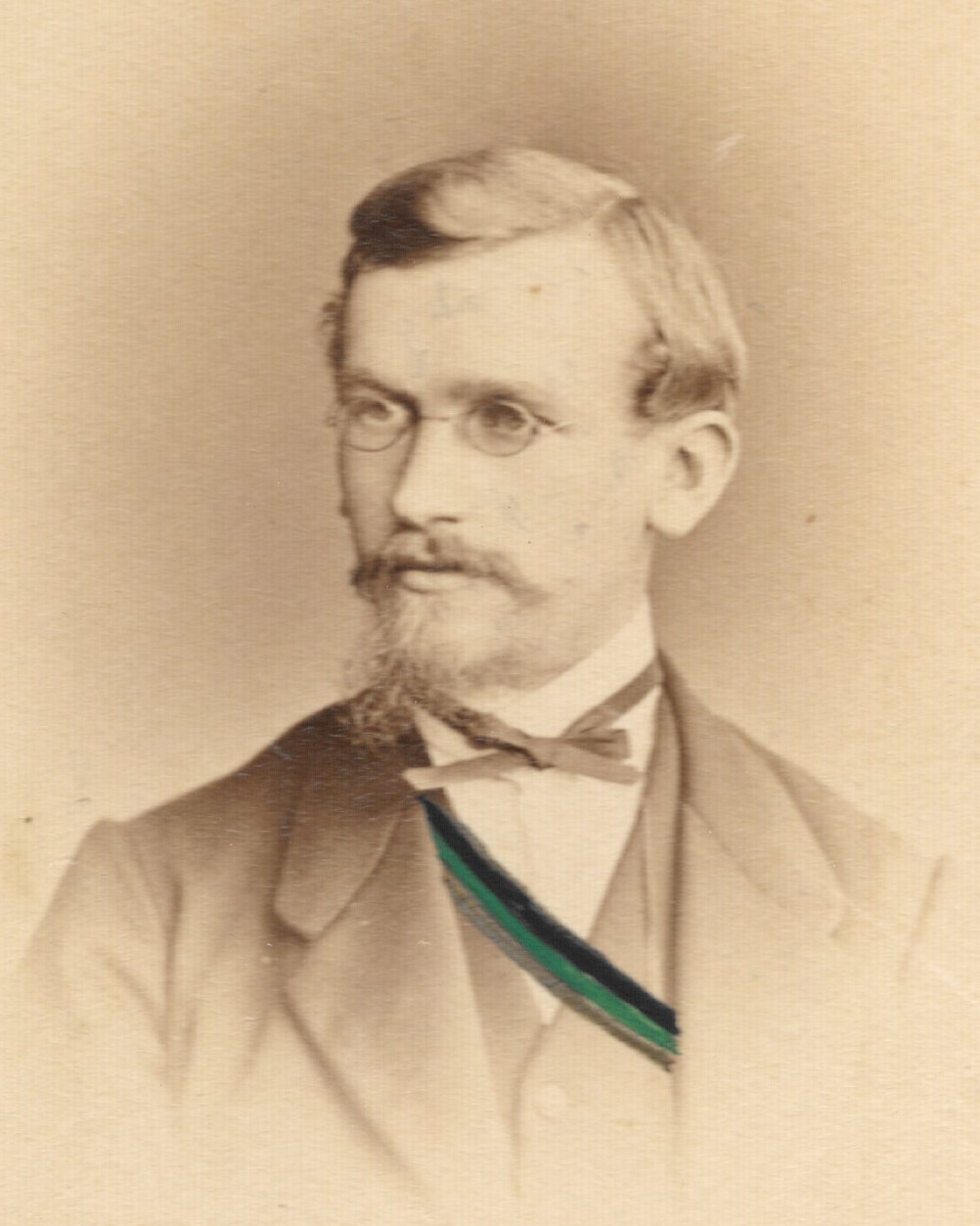
, агроном и почвовед

В течение 12 лет Цунэто занимался изучением почв под руководством немецкого агронома Макса Фески. Совместно они составили почвенные карты различных регионов Японии. Изучая почвы в окрестностях порта Абурацу в префектуре Миядзаки, Цунэто впервые в Японии обнаружил фосфатную руду.
В 1887 году по инициативе Дзёкичи Такаминэ была основана Токийская компания по производству искусственных удобрений (東京人造肥料会社), в следующем году началось производство суперфосфата. Спрос на него был крайне низким, так как японские земледельцы почти не имели знаний о химических удобрениях. Однако с началом войны с Китаем в 1894 году импорт соевого шрота прекратился, а на Хоккайдо был плохой улов сельди, и спрос на суперфосфат стал возрастать.
В 1897 году Цунэто участвовал в Международном геологическом конгрессе в Санкт-Петербурге. После этого он посетил ряд регионов Российской империи, включая Урал, Черноземье, Кавказ и Бакинские месторождения. В дальнейшем Цунэто занимался химическими исследованиями и освоением немецкого языка в Берлине и обучался геологическим изысканиям в Брюсселе. Посетив Великобританию, он отправился в США, где исследовал месторождения фосфатов в Теннесси и Флориде. После этого Цунэто побывал в Южной Америке. В Перу он посетил острова, на которых велась добыча гуано, в Чили — месторождения селитры. В марте 1898 года Цунэто вернулся в Японию.
С 1 ноября 1897 года стал руководить исследованиями почв в Геологической службе Японии. 27 марта 1898 года Цунэто стал первым в Японии доктором сельскохозяйственных наук.

### Исследования минеральных ресурсов
В 1900 году Цунэто отправился в поездку по Европе и Северной Америке для изучения добычи фосфоритов и производства удобрений. 9 апреля 1901 года был создан Институт минеральных удобрений (肥料鉱物調査所). 26 апреля Цунэто был назначен его руководителем. Институт занялся разведкой месторождений фосфоритов по всей стране, но их объёмов оказалось недостаточно для производства удобрений.

Колонизация Тихоокеанского региона в XIX-XX веке

В июле 1902 года американец Эндрю Роузхилл объявил о своём намерении начать добычу гуано на острове Минамитори, но к его прибытию японское правительство успело высадить там военный десант. После отплытия Роузхилла за солдатами был послан крейсер «Такачихо», и Цунэто отправил на Минамитори одного из своих подчинённых. Собранный материал подтвердил наличие на острове высококачественного гуано с содержанием фосфатов более 30 процентов. В 1903 году Цунэто составил отчёт, призывавший немедленно начать исследования фосфатных ресурсов на островах Тихого океана.

### Начало частной карьеры
На фоне нарастающей напряжённости в отношениях с Россией японское правительство решило сосредоточиться на укреплении армии и провести реорганизацию государственных учреждений. 5 декабря 1903 года Институт минеральных удобрений был упразднён. Цунэто ушёл с государственной службы и стал заниматься разведкой фосфатных месторождений как частное лицо.
После изысканий на Минамитори Синроку Мидзутани, занимавшийся ловлей птиц на острове, стал добывать там гуано. Производство удобрений из этого сырья велось под техническим руководством Цунэто. Мидзутани часто посещал острова в районе Окинавы и Тайваня с целью ловли птиц. Узнав об этом, Цунэто попросил его привозить оттуда образцы для исследования.
В 1906 году на остров Раса (Окидайто) была отправлена экспедиция, в состав которой входил племянник Мидзутани. Анализ добытых им образцов показал наличие на острове высококачественной фосфатной породы. В августе 1907 года отправленная Цунэто экспедиция добыла на Расе несколько тонн руды. Произведённые из этого материала удобрения не уступали по качеству продукту из импортного сырья.
В 1907 году префектура Окинавы поручила Цунэто изучить фосфатные ресурсы на Окинаве, Мияко, Исигаки и островах Сенкаку. В 1909 году он был уполномочен провести исследование Тайваня, островов Пэнху и других отдаленных островов.

### Освоение острова Раса
Цунэто возглавил созданную осенью 1910 года Японскую торгово-промышленную корпорацию (日本産業商会). Она планировала начать разработку фосфатной породы на острове Раса, сбор гуано на островах Сенкаку, выращивание цитрусовых на острове Танегасима, строительство плантаций сахарного тростника, заводов по производству удобрений и сахарных заводов в Такау на Тайване.
К 1911 году Цунэто удалось получить права на добычу полезных ископаемых на острове Раса. 28 февраля он учредил компанию по добыче фосфатной руды острова Раса (ラサ島燐鉱合資会社).

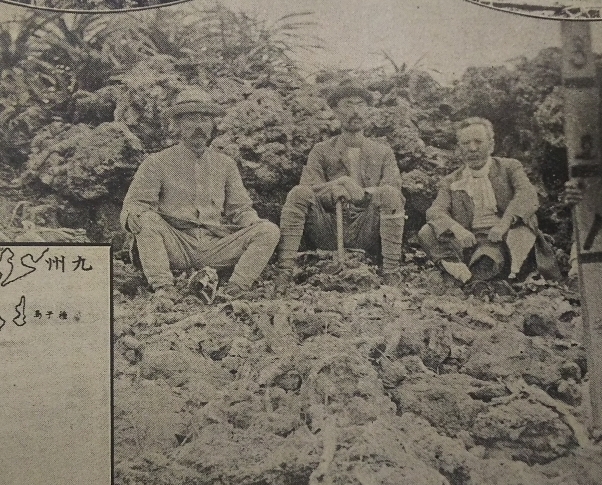
Цунэто (справа) у обнажения фосфатной породы на острове Раса

В апреле 1911 года Цунэто отправился на Расу. Он страдал арахнофобией и испытывал большой дискомфорт от присутствия на острове большого количества пальмовых воров. Густой девственный лес осложнял поиск фосфоритов, и участники экспедиции частично выжгли его. На оголившемся после пожара плато в северной части острова они обнаружили крупные фрагменты фосфатной породы. Вернувшись в Токио 11 мая, Цунэто объявил в прессе, что по запасам и качеству фосфорита Раса уступает только острову Рождества и Банаба, а месторождения в других частях Японии непригодны в качестве источников сырья.
Цунэто распорядился немедленно начать добычу руды. Рабочие на острове страдали от желудочно-кишечных заболеваний и бери-бери, что привело к трем смертельным случаям. Тем не менее к июлю им удалось возвести причал, и вскоре должна была начаться погрузка руды для отправки. Осуществить это не удалось, поскольку постройки разрушил тайфун, и многие рабочие решили покинуть остров. Транспортировку руды удалось начать только в конце года. В сентябре 1912 года тайфуны уничтожили множество построек на острове.
«Mitsui & Co.» обладала монополией на импорт фосфатной руды, и зависевшие от её поставок производители удобрений отказывались сотрудничать с компанией Цунэто. На фоне проблем со сбытом компания Цунэто приступила к строительству собственного завода по производству удобрений. Впоследствии им удалось заключить контракты на продажу руды с двумя компаниями, что помогло преодолеть кризис.

### Расширение производства
Начавшаяся в 1914 году Первая мировая война осложнила импорт, и добыча на Расе резко возросла. На пике своего развития в 1918 году компания Цунэто производила около 182 600 тонн фосфатной руды и насчитывала около 2000 сотрудников.
В апреле 1918 года внеочередное собрание акционеров компании решило выделять 100 тысяч иен в год на поиск новых источников фосфатов. 23 ноября 1918 года к островам Спратли была отправлена экспедиция под руководством отставного офицера флота Уносукэ Огуры. На пяти из них были обнаружены фосфатные породы и гуано. В ноябре 1920 года повторная экспедиция зафиксировала наличие ресурсов на ещё четырёх островах. В мае 1921 года компания Цунэто приступила к добыче фосфатной руды и гуано на архипелаге, с 1922 года начались поставки сырья в Японию.

### Экономический кризис
В 1920-е годы начавшийся в Японии экономический кризис ударил по компаниям, которые увеличили производство в годы войны. Потребление фосфорных удобрений резко сократилось. По совету своего близкого друга Кэнкичи Исиямы Цунэто назначил управляющим директором компании Ёсио Оно. Он реструктуризовал компанию и сократил ее штат, а также ликвидировал около 200 тысяч тонн скопившейся на складах фосфатной руды. Добыча на острове Раса сократилась примерно до 10 тысяч тонн в год.
В 1925 году обанкротилась компания «Такада Сёкай», занимавшаяся сбытом руды с острова Раса. Месторождения постепенно истощались. В декабре 1928 года рудник на острове Раса был закрыт, в апреле 1929 года прекратилась добыча гуано на островах Спратли. В 1929 году Цунэто покинул компанию.

### Последние проекты

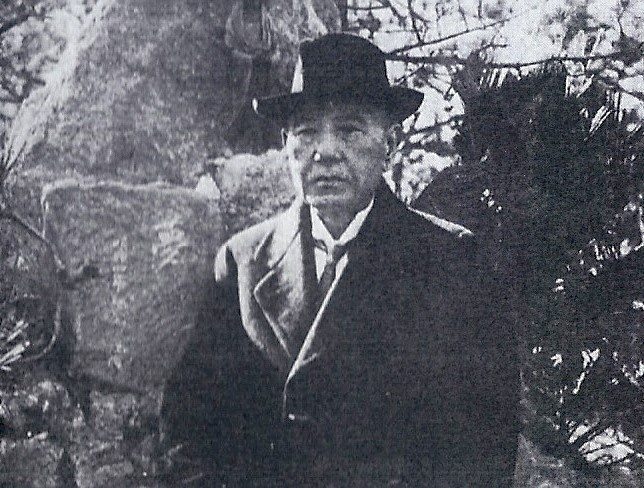
Цунэто в ноябре 1929 года

В мае 1929 года Цунэто создал компанию для добычи фосфатов на острове Хатерума. В отличие от острова Раса, здесь не обнаружилось высококачественного фосфорита. Однако Цунэто предположил, что под поверхностью могут располагаться крупные залежи фосфатизированного известняка, пригодного для получения томасшлака.
В мае 1930 года Цунэто основал компанию для разработки фосфатных рудников на острове Йорон. Однако добыча здесь оказалась нерентабельной, и в апреле 1932 года компания была закрыта.
Строительство на острове Хатерума велось с октября 1934 по апрель 1935 года. Впоследствии наиболее перспективные для добычи участки были выкуплены компанией «Асахи», и Цунэто был вынужден оставить бизнес.
В последние годы жизни Цунэто проводил большую часть времени на своей даче в Хаяме. Скончался 6 декабря 1938 года. Посмертно награжден орденом Священного Сокровища IV степени.

## Семья
В 1882 году Цунэто женился на проститутке по имени Цума, выкупив её из борделя в Ямаде. 14 июня 1896 года она умерла от пневмонии. Цунэто узнал об этом из телеграммы перед отплытием из Нью-Йорка в Европу.
Цунэто в течение 10 лет состоял в браке с Кивако, дочерью бывшего самурая из клана Окудайра. Из-за проблем со здоровьем она проводила большую часть времени в постели. Кивако скончалась 30 октября 1908 года. Впоследствии Цунэто женился на Кацуте Суми, уроженке префектуры Симане.
Старшая дочь Цунэто Маса вышла замуж за правоведа Кё Игаву, близкого друга Рюноскэ Акутагавы.

## Регалии
- 10 ноября 1900 года — чиновник 6 ранга старшей степени
- 26 декабря 1903 года — чиновник 5 ранга старшей степени, орден Священного Сокровища V степени